# Franz Ferdinand Colloredo-Mansfeld
Franz (Francis) Ferdinand hrabě von Colloredo-Mansfeld (1. března 1910 Řím – 14. ledna 1944 moře u Berck-sur-Mer) byl česko-rakouský šlechtic ze sierndorfské linie rodu Colloredo-Mannsfeldů.
Za druhé světové války byl stíhacím pilotem, majorem britské královské armády a velitelem 132. perutě RAF.

## Život
Narodil se v Římě jako syn rakouského diplomata, hraběte Ferdinanda Colloredo-Mansfelda (1878–1967) a jeho ženy Eleonory, původem Američanky, rozené Iselin.
Část dětství strávil u příbuzných na zámku ve Zbiroze, ale většinou pobýval ve Vídni, a to až do roku 1918, kdy se rodina přestěhovala do USA.
Ve Spojených státech studoval na Harvardově univerzitě, kterou absolvoval v roce 1932. Po anšlusu Rakouska v roce 1938 odjel do Velké Británie a ještě před vstupem USA do války se přihlásil jako dobrovolník do britského královského letectva (RAF). Zde působil jako stíhač a v bojích sestřelil několik nepřátelských letounů. Dosáhl hodnosti majora a stal se velitelem 132. perutě. V roce 1944 byl jeho Spitfire sestřelen u Berck-sur-Mer.
Franz Ferdinand von Colloredo-Mansfeld je pochován nedaleko místa svého posledního letu na vojenském hřbitově Boulogne Eastern Cemetery blízko Boulogne-sur-Mer.

### Rodina
V roce 1933 se oženil s Mabel Bayard Bradley. Měli spolu dceru a syny: Franze (*1938) a Ferdinanda (*1939)